# الدوري الإسباني الدرجة الثانية 1956–57
دوري الدرجة الثانية الإسباني 1956–57 (بالإسبانية: Segunda División de España 1956-57)‏ هو موسم من دوري الدرجة الثانية الإسباني. فاز فيه ريال سبورتينغ خيخون.